# اندیس منگنز جنوب شورو
منگنز جنوب شورو یک اندیس فلزی است که در حوالی شهر حاجی آباد استان سیستان و بلوچستان قرار دارد و مادهٔ معدنی موجود در آن، منگنز است.سنگ میزبان این اندیس کلرید منگنز -فلیش است و دیرینگی آن به دوران کرتاسه بالایی -پالئوسن می‌رسد. 